# Підбір (гміна Томашів)
Підбір (пол. Podbór) — частина села Озерня у Польщі, в Люблінському воєводстві Томашівського повіту, ґміни Томашів.

## Історія
Первісним населенням Підборі були русини-лемки, які компактно проживали на своїх історичних землях. 